# Колонна, Веспазиано
Веспазиа́но Колонна́ (итал. Vespasiano Colonnà; между 1480 и 1490 — 13 марта 1528, Пальяно, Папское государство) — аристократ из рода Колонна́, представитель ветви Колонна из Палиано, герцог Траэтто в 1521—1528 годах, герцог Карпи в 1525—1528 годах, граф Бельджойзо в 1524—1525 годах, граф Фонди и Чеккано, синьор Палиано.
Кондотьер на службе у Папского государства, Испанской и Священной Римской империй. Участник Итальянских войн.

## Кондотьер
Родился между 1480 и 1490 годами. Точное место рождения Веспазиано неизвестно. Он был сыном кондотьера Просперо Колонна́, герцога Траэтто и графа Фонди и Изабеллы Карафа (по другой версии Ковеллы Сансеверино). По отцовской линии приходился внуком Пьетро Антонио Колонна, синьору Палиано и Бернардине Конти. По материнской линии был внуком Джованни Томмазо Карафы, графа Маддалони и Джулии Сансеверино из рода графов Трикарико.
Вслед за отцом избрал военную карьеру. В 1511 году с отрядом в двадцать пять копий выступил против французов на стороне римского папы. В 1512 году сопровождал и обеспечивал безопасность Альфонсо д’Эсте по дороге на переговоры с римским папой Юлием II. В декабре 1521 года был одним из двух представителей семьи Колонна, которые, вместе с двумя представителями семьи Орсини, по приказу коллегии кардиналов, после смерти римского папы Льва X, возглавили отряд в тысячу пехотинцев.
Затем поступил на службу в армию Священной Римской империи. В начале 1524 года командовал отрядом в шестьсот копий. В октябре того же года, во время нападения Французского королевства на Миланское герцогство, находился под Асти. Затем оборонял Неаполитанское королевство от армии французов под командованием Джона Стюарта, герцога Олбани. Веспазиано участвовал в сражении при Павии, после чего находился в Парме.
Состоял на службе у противников про-французской политики римского папы Климента VII, которые готовились к войне с Папским государством. Заключив соглашение с королём Франциском I, в июле 1526 года Климент VII вызвал Веспазиано в Рим, назначив его посредником на переговорах между французами и сиенцами, изгнавшими их из своего города после поражения французов в сражении при Павии. В это же время напряжённые отношения между понтификом и семьёй Колонна, сторонниками императора Карла V, переросли в конфликт. Веспазиано выступил на стороне родственников и занял Ананьи. В августе 1526 года ему удалось заключить соглашение с Климентом VII, по которому Колонна обязались вернуть римскому папе Ананьи, вывести военные отряды в Неаполитанское королевство и не воевать с понтификом. Со своей стороны, Климент VII предоставил им папское прощение и гарантировал сохранность имущества семьи на территории Папского государства.
Колонна нарушили договор. 20 сентября 1526 года Веспазиано, вместе с двоюродными братьями — кондотьером Асканио и кардиналом Помпео, захватили Рим. На следующий день понтифику пришлось отказаться от союза с французским королём и заключить союз с императором через его посланника. По новому соглашению армия Папского государства покинула территорию Ломбардии, а Колонна снова получили папское прощение. Однако вскоре по приказу Климента VII были разорены владения Колонна в части Кампании, входившей в состав Папского государства. 20 февраля 1527 года понтифик отлучил Колонна от церкви. Причиной отлучения стал раскрытый в январе заговор против римского папы, в котором были замешаны представители семьи. Но уже в марте того же года, после разграбления Рима Климент VII был вынужден простить их. Веспазиано вернулся в Рим, вместе с кардиналом Помпео Колонна, и участвовал в переговорах между понтификом и представителями императора.
В 1527—1528 году во время обороны Неаполитанского королевства от армии французов под командованием Оде де Фуа, виконта Лотрека, Веспазиано заболел. Он умер в Пальяно 13 марта 1528 года. По оставленному им завещанию, его единственная дочь Изабелла Колонна должна была выйти замуж за Ипполито Медичи, племянника римского папы Климента VII. Покойный герцог назначил дочери приданное в тридцать тысяч дукатов. В противном случае Изабелла, по воле отца, должна была выйти замуж за одного из братьев мачехи, но уже с меньшим приданным. По завещанию вдова Веспазиано могла пользоваться своей частью наследства до второго замужества. Поэт Пьетро Гравина посвятил кондотьеру эпиграмму в «Книге стихов», изданной в Неаполе в 1532 году.

## Браки и потомство
Первым браком Веспазиано Колонна сочетался в 1498 году в Фонди с Беатриче Аппиано д’Арагона (1484/1485 — 1525), дочерью имперского князя Якопо IV Аппиано, синьора Пьомбино и Виктории Тодескини-Пикколомини-д’Арагона из рода герцогов Амальфи. В браке у супругов родилась дочь:
- донна Изабелла[итал.] (1513 — 11.04.1570) —  3-я герцогиня Траэтто, графиня Фонди, синьора Инолы, Аквавивы, Маранолы, Карпелло, Сперлонги, Монтичелли, Пастены и Скиджи с 1528 года, венецианская патрицианка и римская дворянка. В Пальяно 15 января 1531 года сочеталась первым браком с Луиджи Головорезом[итал.] (16.08.1500 — 2.12.1532), графом Саббьонеты и Родиго. Овдовев, сочеталась вторым браком в 1534 году в Неаполе с доном Филиппом де Ланнуа (1514 — 1553), князем Сульмоны[1][2][4].

После смерти первой жены весной 1525 года, Веспазиано Колонна сочетался вторым браком 26 июля 1526 года в Фонди с Джулией Гонзага (1513 — 16.04.1566), дочерью Лудовико Гонзага, графа Саббьонеты и Родиго и Франчески Фиески из рода графов Лаваньи. Невесте было тринадцать лет. Жениху за сорок, к тому же был он хром и уродлив. Заключению этого союза предшествовали тайные переговоры. Брачный контракт был составлен при посредничестве Изабеллы д’Эсте. Джулия принесла Веспазиано приданное в двенадцать тысяч дукатов. Второй брак герцога оказался бездетным.

## Титулы
Герцог Траэтто, граф Фонди, граф Чеккано, синьор Палиано, Олевано, Серроне, Дзаканти, Моруло, Инолы, Аквавивы, Маранолы, Карпелло, Сперлонги, Монтичелли, Пастены, Скиджи, Капраника-Пренестины, Дженацо, Дженаццано, Джулиано, Монтекмопатри, Згурголы, Неттуно, Чичильяно, Кастель-Маттьи, Супино, Сан-Лоренцо, Сан-Вито, Чеккано, Пофи, Сальватерры, Соннино и Воллекорсы, неаполитанский и венецианский патриций, римский дворянин.
В 1524 году император даровал ему графство Бельджойзо в Ломбардии, конфискованное у семьи Барбиано из-за тяжкого преступления. В 1525 году, получив подтверждение своих прав на герцогство Карпи, дарованное императором его отцу, Веспазиано отказался от графства Бельджойзо, которое вернулось к прежним владельцам. 10 января 1528 года, отказавшись от прав на герцогство Карпи, он получил ежегодный пансион в шесть тысяч дукатов.